# Fachhochschule
Una Fachhochschule (pronuncia tedesca: [ˈfaxhoːxʃuːlə]; al plurale Fachhochschulen, spesso abbreviato semplicemente in Hochschule) – in italiano: scuola universitaria professionale (SUP); in francese: haute école spécialisée; in inglese:  University of Applied Sciences (UAS) – è un'istituzione di educazione terziaria, specializzata nell'insegnamento di competenze professionali e con un forte orientamento pratico. Le Fachhochschulen insieme a università e politecnici sono parte del sistema educativo.
Il sistema delle Fachhochschule è stato creato in Germania e poi applicato anche in Austria, Liechtenstein, Svizzera, Cipro e Grecia. In Italia, gli istituti tecnici superiori sono stati creati sul modello delle Fachhochschule tedesche.

## Impatto del processo di Bologna
In seguito al processo di Bologna, la maggior parte delle Universitäten e delle Fachhochschulen tedesche ha cessato di ammettere gli studenti ai programmi che portano al tradizionale Diplom (FH) tedesco, ma ora applica il nuovo standard di laurea di Bachelor e Master. In linea con il processo di Bologna, i diplomi di laurea e di master rilasciati da entrambi i tipi di università (Universitäten e Fachhochschulen) sono legalmente equivalenti.
Con un master conseguito in una delle due università, è possibile accedere a un programma di dottorato presso un'università, ma un laureato con un bachelor non è normalmente in grado di accedere direttamente a un programma di dottorato in Germania. Inoltre, con il master di una delle due istituzioni, un laureato può accedere alla carriera di höheren Dienst (servizio superiore) per i dipendenti pubblici.

## Austria
L'istituzione delle Fachhochschule data del 1 ottobre 1993. La Theresianische Militärakademie, fondata nel Settecento, ha attivato una Fachhochschule per gli ufficiali. Attualmente questi sono i centri attivi
- Fachhochschule Burgenland (Burgenland, 1994)
- Fachhochschule Kärnten (Carinzia, 1995)
- IMC Fachhochschule Krems (Bassa Austria, 1994)
- Fachhochschule St. Pölten (Bassa Austria, 1994)
- Fachhochschule Wiener Neustadt (Bassa Austria, 1994)
- Ferdinand Porsche Fern-Fachhochschule	(Bassa Austria, 2006)
- Theresianische Militärakademie (Bassa Austria, 1751)
- FH Oberösterreich (Alta Austria, 1994)
- FH Gesundheitsberufe Oberösterreich (Alta Austria, 2010)
- Fachhochschule Salzburg (Salisburgo, 1995)
- Campus 02 (Stiria, 1996)
- FH Joanneum (Stiria, 1995)
- FH Kufstein (Tirolo, 1997)
- FH Gesundheit Tirol (Tirolo, 2007)
- Management Center Innsbruck (Tirolo,1995)
- Fachhochschule Vorarlberg (Voralberg, 1989)
- Fachhochschule des bfi Wien (Vienna, 1996)
- Fachhochschule Technikum Wien (Vienna, 1994)
- FH Campus Wien (Vienna, 2001)
- FHWien (Vienna, 1994)
- Lauder Business School (Vienna, 2003)

## Svizzera
Le università professionali in Svizzera sono state create nel 1995 sul modello delle Fachhochschulen tedesche. Sono chiamate Fachhochschule in tedesco, Haute école specialisée in francese e scuola universitaria professionale (SUP) in italiano.
Queste scuole universitarie offrono educazione terziaria (bachelor), formazione continua, servizi e producono ricerca applicata.
Nel 2013 vi sono sette SUP approvate dal Consiglio federale svizzero nel 1998 e due SUP private approvate nel 2005 e 2008. Le SUP pubbliche sono gestite da uno o più cantoni.

| Scuole universitarie professionali                                 | Tipologia | Fondazione | Riconoscimento | Note                                                  |
| ------------------------------------------------------------------ | --------- | ---------- | -------------- | ----------------------------------------------------- |
| Berner Fachhochschule (BFH)                                        | Pubblica  |            | 1998           |                                                       |
| Fachhochschule Nordwestschweiz (FHNW)                              | Pubblica  |            | 1998           |                                                       |
| Fachhochschule Ostschweiz (FHO)                                    | Pubblica  |            | 1998           |                                                       |
| Haute école spécialisée de la Suisse occidentale (HES-SO)          | Pubblica  |            | 1998           |                                                       |
| Hochschule Luzern (HSLU, formerly known as FHZ)                    | Pubblica  |            | 1998           | Da non confondere con l'Università of Lucerne (unilu) |
| Scuola universitaria professionale della Svizzera italiana (SUPSI) | Pubblica  | 1997       | 1998           |                                                       |
| Zürcher Fachhochschule (ZFH)                                       | Pubblica  |            | 1998           |                                                       |
| Kalaidos Fachhochschule                                            | Privata   |            | 2005           |                                                       |
| Haute école spécialisée Les Roches-Gruyère                         | Privata   |            | 2008           |                                                       |